# Aleksandr Matveevič Matrosov
Aleksandr Matveevič Matrosov (in russo Александр Матвеевич Матросов?, in ucraino Олександр Матвійович Матросов?, Oleksandr Matvijovyč Matrosov; Dnipro, 5 febbraio 1924 – Chernushki, 23 febbraio 1943) è stato un militare sovietico.
Fu un soldato sovietico che combatté durante la Seconda guerra mondiale e fu eroe dell'Unione Sovietica.
Delle sue origini non si sa molto. Viene accettato che egli nacque a Dnipro, ma è tuttora sconosciuto a quale famiglia egli appartenesse. Alcuni sostengono addirittura che si chiamasse Shakir'yan Yunusovich Mukhamed'yanov e che avesse cambiato poi nome, ma queste voci non sono provate.
Nell'ottobre 1942, all'età di 18 anni, Matrosov entrò nell'Armata Rossa. Combatté nella battaglia di Velikie Luki nel settore nord, e proprio in quei luoghi morì. Il 22 febbraio 1943 la sua compagnia non riusciva ad avanzare, e anzi, veniva massacrata da una mitragliatrice tedesca. Allora Matrosov mise il suo corpo addosso al buco che serviva alla mitragliatrice per sparare i colpi, oscurando così la visuale al nemico. Lui venne ucciso, ma la sua compagnia riuscì a sopraffare la resistenza tedesca.
Per questa azione nel 1945 venne nominato eroe dell'Unione Sovietica.